# Радиокомпас

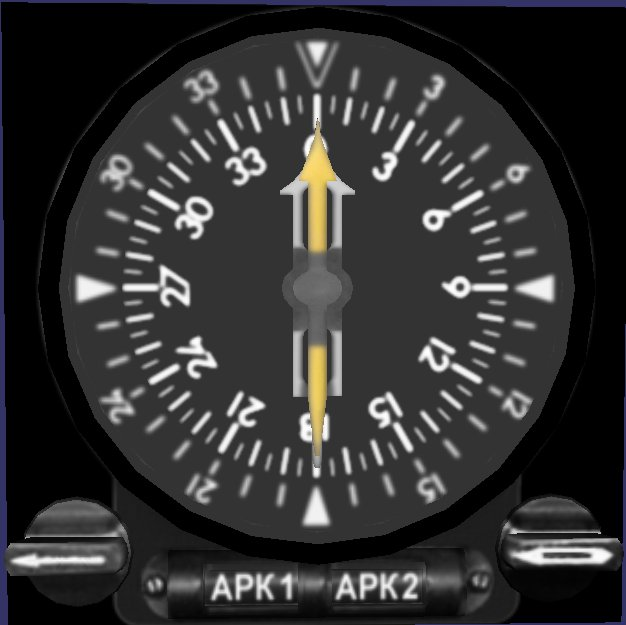
Указатель — стрелочный индикатор радиокомпаса.

Автомати́ческий радиоко́мпас (АРК) — бортовой радиопеленгатор, предназначенный для навигации летательных аппаратов по сигналам наземных радиостанций путём непрерывного измерения курсового угла радиостанции (КУР). Курсовой угол радиостанции — угол, заключённый между продольной осью воздушного судна и направлением на радиостанцию, отсчитываемый по часовой стрелке.
Радиокомпас называется автоматическим потому, что, в отличие от радиополукомпаса, требующего ручного поворота антенны, после настройки на несущую частоту радиостанции он без участия человека (оператора) непрерывно измеряет значение КУР. КУР отображается на стрелочном или цифровом индикаторе, а также может передаваться в бортовую навигационную систему.
Совместно с курсовыми приборами радиокомпас позволяет экипажу в любых метеоусловиях, в любое время суток решать следующие навигационные задачи:
- выполнять полёт с заданным КУР с непрерывной визуальной индикацией курсового угла;
- определять пеленг радиостанции по указателю курса с использованием курсовой системы;
- работать в качестве резервного связного радиоприёмника.

## Принцип работы

Диаграмма направленности рамочной антенны. Максимумы диаграммы наблюдаются при ориентации плоскости рамочной антенны на радиостанцию. Числа указывают коэффициент усиления антенны в децибелах.

Кардиоида — диаграмма направленности комбинации ненаправленной и рамочной антенн. Максимум и ноль диаграммы наблюдаются при ориентации плоскости рамочной антенны параллельно направлению на радиостанцию.

Действие самолётных радиопеленгаторов основано на одновременном приёме сигналов радиостанции на две антенны — рамочную антенну и ненаправленную. Необходимым условием работы таких радиопеленгаторов является
вертикальная поляризация принимаемых радиоволн, что в используемых диапазонах средних и длинных волн практически всегда выполняется ввиду специфики антенн радиопередатчиков и преобладания поверхностного механизма распространения радиоволн.
Ненаправленная антенна представляет собой вертикальный штырь или провод. Диаграмма направленности такой антенны в горизонтальной плоскости представляет собой окружность, то есть уровень принимаемого штыревой антенной радиосигнала не зависит от направления на источник радиосигнала.
Рамочная антенна в упрощенном виде представляет собой один или несколько плоских витков провода, причём периметр витка намного меньше рабочей длины волны радиостанции. Как правило, для компактности витки располагаются на ферритовом сердечнике (магнитная рамочная антенна). Плоскость витков расположена вертикально. Диаграмма направленности «по полю» такой рамочной антенны в горизонтальной плоскости в соответствии с законом Фарадея описывается функцией sin (φ) (при отсчёте угла φ от нормали к плоскости рамки), и при её изображении в полярной системе координат по форме напоминает цифру 8 («восьмёрка»). То есть диаграмма направленности состоит из двух одинаковых по форме и величине лепестков. В частности, если плоскость рамки параллельна направлению на радиостанцию (рамка «стоит боком»), то уровень (амплитуда) принимаемого рамочной антенной сигнала максимален. Если же плоскость рамки перпендикулярна направлению на радиостанцию, то уровень принимаемого сигнала минимален. Приём радиоволн одного и того же источника по одному и другому лепесткам диаграммы направленности рамочной антенны отличается только фазой радиосигнала: при повороте рамочной антенны вокруг вертикальной оси на 180° уровень принимаемого радиосигнала не изменится, а фаза изменится на 180° (знак функции sin (φ) меняется на противоположный, сигнал становится противофазным по сравнению с исходной ориентацией рамки).
На входе радиоприёмника радиокомпаса сигналы ненаправленной и рамочной антенн суммируются с определенными весовыми коэффициентами. Подбором этих коэффициентов можно сформировать результирующую диаграмму направленности в виде кардиоиды, причём максимум её направлен в сторону одного из лепестков диаграммы направленности рамочной антенны, а минимум — в направлении другого (в зависимости от того, в каком из этих направлений принятые антеннами радиосигналы с учётом весовых коэффициентов оказываются синфазными, а в каком — противофазными).
В одном из вариантов исполнения рамочная антенна радиокомпаса способна вращаться вокруг вертикальной оси. Вращение производится электромеханическим следящим приводом, управляемым от приёмника радиокомпаса. В направлении максимума диаграммы направленности при малом изменении направления на радиостанцию уровень радиосигнала меняется мало (первая производная кардиоиды по аргументу в точке максимума равна нулю, вторая производная (кривизна) мала), это препятствует точному измерению пеленга (направления на радиостанцию) самым простым методом — методом максимума диаграммы направленности антенны. При более точном методе — методе минимума уровень суммарного сигнала антенн убывает практически до нуля, и приём сигнала радиостанции прекращается. В связи с этим применяют периодическое, с частотой несколько десятков герц переключение (инвертирование, сдвиг на 180°) фазы сигнала рамочной антенны с помощью управляемого фазоинвертора. Следящая электромеханическая система поворачивает рамочную антенну до тех пор, пока направление на радиостанцию не попадёт в минимум диаграммы направленности при некотором состоянии фазоинвертора. Синхронно с поворотом рамки антенны поворачивается и стрелка курса на индикаторе радиокомпаса.
В другом варианте осуществления выходы рамочных антенн подключаются (непосредственно или после усиления и преобразования на промежуточную частоту) к радиогониометру — компактному электромеханическому устройству, позволяющему вместо вращения самих антенн вращать приёмную катушку, расположенную в поле двух пар катушек возбуждения, оси которых взаимно перпендикулярны. В настоящее время для извлечения информации о пеленге радиостанции более оправдана цифровая обработка радиосигналов, принимаемых всеми тремя антеннами пеленгаторной антенной системы.

## Влияние условий распространения радиоволн на точность определения курсового угла радиостанции
Точность определения курсового угла радиостанции автоматическим радиокомпасом зависит от условий распространения радиоволн, на которые влияют рельеф местности, наземные сооружения (различные строения, мачты), элементы конструкции летательного аппарата, отражения радиоволн от земной поверхности и ионосферы.
Все эти факторы искажают электромагнитное поле из-механизмов рефракции в среде распространения, дифракции на неоднородностях и отражения от препятствий, что приводит к тому, что минимум кардиоиды несколько отклоняется от направления на радиостанцию, внося таким образом ошибку в определение КУР. Определить ошибки пеленгования, вызванные неизменными препятствиями (рельеф, сооружения), и учесть их можно только по результатам практических измерений на местности. Некоторые ошибки носят сезонный характер и зависят от изменений электрических параметров почвы и местных предметов и вызываются изменением погодных условий.
Также при определении КУР следует учитывать явления, характерные для распространения радиоволн средневолнового диапазона: береговой эффект, горный эффект и ночной эффект.

### Береговой эффект
Ошибки, обусловленные береговым эффектом, связаны с рефракцией поверхностных волн при их распространении через границу раздела двух сред: суши и моря, в результате чего появляется ошибка ∆ между истинным КУР и текущим отсчётом радиокомпаса (ОРК).
Рефракция будет тем больше, чем меньше угол между береговой линией и направлением прихода радиоволн к береговой линии. Так, например, при острых углах встречи поверхностной волны с береговой линией ошибка радиопеленгования может достигать 6—8°.
Наиболее ощутимое влияние берегового эффекта будет наблюдаться в непосредственной близости от береговой черты. По мере удаления от неё фронт волны постепенно выравнивается, и ошибка в определении пеленга становится незначительной.

### Горный эффект
Сущность горного эффекта состоит в том, что электромагнитные волны, отражаясь от неровностей земной поверхности (гор, холмов), интерферируют с полем прямой волны радиостанции и искажают его.
Величина ошибок АРК, вызванная горным эффектом, зависит от высоты гор и расстояния до них, длины волны пеленгуемой радиостанции, истинной высоты полёта летательного аппарата.
При высоте гор 300—1500 м ошибка сказывается на расстоянии 8—10 км от горы, при высоте гор 1500—4000 м сказывается на расстояниях 20—40 км. Например, при полёте над горной долиной ниже высоты окружающих хребтов ошибка пеленгования не превышает 5° при пеленговании радиостанции, расположенной в той же долине, на расстоянии не менее 10 км от гор. В других условиях, особенно при высоте полёта менее 300 м, ошибки определения КУР могут достигать величины 90°. Наибольшие ошибки наблюдаются в том случае, если летательный аппарат находится между радиостанцией и наивысшей точкой рельефа.
За перевалом ошибки пеленгования уменьшаются, а на расстоянии 30—40 км от гор ошибка практически отсутствует. При полёте в гористой местности скорость колебания стрелки указателя АРК при высоте полёта 900—1200 м над горами примерно 10—20 град/с. При полёте на высотах менее 300 м наблюдаются более быстрые колебания и развороты стрелки указателя на ±90°, поэтому при пилотировании существует опасность столкновения с отдельными горными вершинами.
Для повышения точности измерения КУР в горной местности используются радиоволны с более короткой длиной волны, а при полётах на высотах менее 500 м при навигации следует брать среднее показание по индикатору КУР.

### Ночной эффект
На антенную систему радиокомпаса днём обычно воздействует только поверхностная волна с вертикальной поляризацией, и точность пеленгования выше. С наступлением ночи поглощение радиоволн средневолнового диапазона в нижней части ионосферы (в слое D) снижается, сильнее проявляется рефракция («отражение») волны в более высотных слоях (в слое E), в результате чего в точку приёма кроме поверхностной волны приходит и пространственная волна. При взаимодействии с нестабильной ионосферой плоскость поляризации пространственной волны в силу эффекта Фарадея может случайным образом поворачиваться, или, в общем случае, поляризация становится эллиптической. В результате в точке приёма помимо вертикальной возникает и горизонтальная (кроссполяризационная) компонента электрического поля, которая наводит нежелательные токи в антенной системе, приводящие к погрешности в определении пеленга (поляризационные ошибки).
При влиянии ночного эффекта точность пеленгования зависит от дальности до радиостанции, а также от рабочей длины волны и мощности радиостанции: чем ближе находится радиостанция и чем больше длина волны, тем слабее пространственная волна по сравнению с поверхностной и тем меньше погрешность определения пеленга. Так, на удалении 100 км от радиостанции ночной эффект почти не сказывается на точности определения КУР радиокомпасом, поскольку доминирует пространственная волна. При большем удалении наиболее интенсивно ночной эффект проявляется за 1—2 часа до восхода солнца, в этот период времени погрешность определения КУР может достигать 30°. Ночью погрешность пеленгования составляют 10—15°. Эффект от пространственной волны может особенно сильно проявляться в период сумерек (утренних, вечерних), в течение двух часов до и после восхода (захода) солнца, когда стабильность ионосферы нарушается. В конструкции антенной системы применяются технические решения, ослабляющие влияние кроссполяризационной компоненты электрического поля.

## Классификация
По назначению и диапазону частот АРК делятся на две группы — средневолновые (навигационные) и аварийные (поисковые), работающие в УКВ (метровые волны) диапазоне.
- Средневолновые АРК предназначены для обеспечения полётов по приводным (ПРС) и широковещательным (ШРС) радиостанциям, путём непрерывного измерения КУР. Диапазоны рабочих частот средневолновых АРК от 150 кГц до 1299,5 кГц или до 1749,5 кГц, или до 1799,5 кГц.
- Аварийные АРК применяются для вывода на аварийную УКВ радиостанцию или аварийный радиомаяк при поисково-спасательных работах. Диапазон частот поискового АРК находится в пределах 100—150 МГц.

## История
- 27 июля 1920 года — первое в мире применение радиокомпаса для авиационной навигации.
- Весной 1935 года в НИИ ВВС проходил испытание радиокомпас, созданный инженером Николаем Александровичем Карбанским, в серийный выпуск этот радиокомпас не пошёл.
- Первые советские радиокомпасы АРК-5 начали выпускаться во время Великой Отечественной войны на базе американской разработки (радиокомпас бомбардировщика B-29).

## Некоторые типы радиокомпасов России и СССР
- АРК-5
- АРК-9
- АРК-10
- АРК-11
- АРК-15М
- АРК-19
- АРК-22
- АРК-25
- АРК-32
- АРК-35
- АРК-40
- АРК-У2 — аварийный
- АРК-УД — аварийный